# Atom Agency
Atom Agency (Frans: Atom Agency) is een Franse stripreeks getekend door Olivier Schwartz in atoomstijl en geschreven door Yannick Le Pennetier (Yann). De reeks wordt uitgebracht door uitgeverij Dupuis. Het is een detective- en avonturenstrip. De inkleuring wordt door Hubert Boulard (als Hubert) en Isabelle Merlet verzorgd.

## Inhoud
De verhalen spelen in de jaren vijftig van de twintigste eeuw in Parijs. Atom Vercorian heeft zijn eigen detectivebureau Atom Agency opgezet. Via zijn vader, die commissaris van politie is, krijgt hij af en toe een opdracht binnen, zoals in het eerste album het uitzoeken van een juwelendiefstal. Atom is van Armeense afkomst en dat komt ook terug in de verhalen. Zijn vader wil bijvoorbeeld dat hij met een Armeense gaat trouwen. Atom wordt bijgestaan door de vrijgevochten Mimi en Jojo de Tol, een ex-worstelaar die meer wil zijn dan alleen de domme spierbundel.

## Publicatiegeschiedenis
Schwartz en Yann wilden graag een nieuw album maken in de reeks Guus Slim van Maurice Tillieux, maar de erfgenamen van Tillieux gaven hiervoor geen toestemming. Daarop besloten ze zelf een nieuwe serie op te zetten in de stijl van Guus Slim.
Atom Agency werd direct in albumvorm uitgegeven op de Nederlandstalige markt. Het eerste album verscheen op 6 februari 2019.
Halverwege 2022 kondigde Schwartz aan dat er geen albums meer in de serie zullen verschijnen, doordat hij - zonder Yann - de reeks Robbedoes en Kwabbernoot mocht overnemen.

## Waardering
De tekenstijl van Schwartz, zijn atoomstijl en vormgeving wordt alom geprezen. De sfeer wordt beschreven als 'kleurrijke noir'. De personages worden als interessant gezien. De verhalen worden door sommigen beschouwd als dertien in het dozijn, al weet Yann wel de verhalen wat meer diepgang te geven door de achtergrond van de Armeense cultuur en terugblikken op de Tweede Wereldoorlog. De hoeveelheid feiten kunnen af en toe wel overdonderend zijn.

## Albums
De albums verschenen vanaf 2018 op de Franstalige markt en vanaf 2019 op de Nederlandstalige markt, enkel in hardcover.  
| Jaar | Nr | Verhaal                 | Uitgever | Originele titel (jaar)        |
| ---- | -- | ----------------------- | -------- | ----------------------------- |
| 2019 | 1  | De juwelen van de Begum | Dupuis   | Les bijoux de la Begum (2018) |
| 2021 | 2  | Kleine kever            | Dupuis   | Petit hanneton (2020)         |